# I Never Knew
I Never Knew (Literalmente en Español; Yo nunca vi) es un sencillo interpretado por la cantante estadounidense Gloria Gaynor del año 2003. La canción posee tres videoclips adicionales en versión lento, otra remixada y una versión cantada al español, la canción fue presentada y cantada en los idiomas inglés y español. La canción fue escrita por Gaynor, Pires y Kasia Livingston, el DJ Hex Hector se encargó de la producción, masterización, el mezclado y el remixado. 

## Producción
Gaynor comenzó a componer I never Knew en 2001 y lo lanzó en formato de sencillo en ese mismo año llegándose a convertir en un hit de ese mismo año, ya en el 2002 durante la producción de I wish you love, decide hacerle ajustes a la letra y al ritmo quedando en manos del DJ Hex Hector y los letristas Kasia Livingston y Alexandre Pires así junto a su producción con J. Persson, N. Molinder, además de poseer distintas versiones de videoclips.